# Ервин Вегнер

Ервин Вегнер (Шчећин, 5. април 1909 — Саргемин, 16. фебруар 1945) је немачки атлетичар, који се такмичио у трчању са препонама и десетобоју.

## Каријера
На Летним олимпијским играма у Лос Анђелесу 1932. године, Вегнер се такмичио у у две дисциплине:трци на 110 м са препонама и десетобоју. у трци с препонама у квалификацијама био је трећи у својој групи резултатом 15,1 и квалификовао се за полуфинале, где није завршио трку.  У десетобоју је завршио као девети, освајајући трку са препонама са 15,4 испред другог специјалисте, Боб Тисдејл.  
На Европском првенству у Турину 1934. Вегнер је освојио сребрну медаљу на 110 м препоне са 14,9. а изгубио је само да мађарског представника Јожефа Ковача.  Вегнер је поразио Ковача на међународним универзитетским играма у Будимпешти следеће године, освајајући злато резултатом 14,7. 
Вегнер учествује и на Летњим олимпијским играма 1936. у Берлину, где се такмичио само у трци 110 м препоне и поново испада у полуфиналу.  Лични рекорд од 14,5 на 110 м препоне поставио је 1935. Успешно се такмичио се и на 400 метара препоне, освајајући сребро иза Ковача у тој дисциплини на Међународним универзитетским играма 1935. 
Као СС официр у току Другог светског рата, Вегнер је убијен у акцији у последњим месецима рата 16. фебруара 1945. у Француској.